# Motor-Presse Polska
Wydawnictwo Motor-Presse Polska – dawne wydawnictwo z siedzibą we Wrocławiu, działające w latach 1995–2023. Poprzednikami byli Phoenix Intermedia (utworzone w 1991 roku) oraz Phoenix Motor-Presse Polska. Należało do grupy wydawniczej Motor-Presse International/Motor-Presse Stuttgart. Prezesem wydawnictwa od stycznia 2017 roku był Maciej Mizuro, zastępując na tym stanowisku Krzysztofa Komara.
W grudniu 2022 sąd ogłosił upadłość spółki z powodów finansowych. W styczniu 2023 firma ogłosiła wydanie ostatnich drukowanych numerów pism „Men’s Health”, „Woman’s Health” oraz „Runner’s World”. Jednocześnie zapowiedziała utrzymywanie serwisów internetowych, w celu znalezienia nowego wydawcy. Z końcem marca 2023 wyłączyła jednak wszystkie swoje serwisy.

## Portfolio
Miesięczniki
- „auto motor i sport” (wcześniej – „AUTO International”),
- „Men’s Health” (wcześniej – „Forma”),
- „Motocykl”,
- „Majster” (2000-2006),
- „MAXI tuning”,
- „Ciężarówki i autobusy” (w 2022 kwartalnik; ostatni numer ukazał się w lipcu 2022)[1]

Katalogi i zeszyty specjalne:
- „Nowy Auto Katalog”,
- „Auta używane”,
- „Katalog motocykle”,
- „Formuła 1”,
- „Multimedia”,
- „Runner’s World”,
- „Twój osobisty trener”,
- „Seks”.